# Janatella hera
Espèce
Janatella hera est un insecte lépidoptère  de la famille des Nymphalidae, de la sous-famille des Nymphalinae et du genre Janatella.

## Dénomination
Janatella hera a été décrit par Pieter Cramer en 1779 sous le nom de Papilio hera.
Synonyme : Phyciodes hera ; Kirby, 1871; Phyciodes ianthe ; Hall, 1929.

## Description
Janatella hera est un papillon au dessus marron. Les ailes antérieures sont marron ornées de taches blanches. Les ailes postérieures, de la même couleur marron sont ornées d'une ligne de chevrons noirs peu visibles et d'une ligne de grosses taches blanches formant une bande blanche.
Le revers des antérieures est marron ocre orné de bandes de taches blanches alors que les ailes postérieures sont blanc beige avec une bande submarginale marron ocre porteuse d'une ligne de gros chevrons noirs.

## Écologie et distribution
Eresia hera est présent en Sierra Leone, en Guyane et au Suriname,.

### Protection
Pas de statut de protection particulier.